# Гіль Вермут
Гіль Вермут (івр. גיל ורמוט‏‎‎, нар. 5 серпня 1985, Хайфа) — ізраїльський футболіст, півзахисник клубу «Хапоель» (Хайфа) та національної збірної Ізраїлю.

## Клубна кар'єра
Народився 5 серпня 1985 року в місті Кір'ят ям. Вихованець футбольної школи клубу «Хапоель» (Хайфа). Дорослу футбольну кар'єру розпочав 2004 року в основній команді того ж клубу, в якій провів один сезон, взявши участь у 31 матчі чемпіонату. За підсумками того сезону команда зайняла передостаннє місце і вилетіла в другу ізраїльську лігу.
Після цього Вермут перейшов у «Хапоель» (Тель-Авів), де, як атакуючий півзахисник, відразу здобув місце в складі. У першому ж році «Хапоель» виграв Кубок Ізраїлю, перегравши у фінальному матчі «Бней-Єгуда» з рахунком 1:0. В наступному сезоні команда з Вермутом знову стала володарем національного кубка.
На початку сезону 2007/08 Гіль Вермут підписав контракт з бельгійським «Гентом». У тому сезоні команда виступила в чемпіонаті країни досить успішно, крім того, вийшла у фінал Кубка Бельгії, де програли «Андерлехту» (2:3). Провівши всього лише один сезон в Бельгії, Вермут повернувся в «Хапоель». У перший сезон після повернення команда завершила сезон, посівши друге місце, проте вже в сезоні 2009/10 команда здобула золотий дубль, вигравши національний чемпіонат і кубок, а у наступному — знову здобула кубок і стала віце-чемпіоном країни.
Сезон 2011/12 Гіль Вермут почав вже в стані футбольного клубу «Кайзерслаутерн» в Першій Бундеслізі німецького футболу, підписавши з лаутернцями контракт до 2015 року. У Німеччині футболіст закріпитись не зумів, через що віддавався в оренду в нідерландський «Де Графсхап».
2012 року Гіль знову повернувся в «Хапоель» (Тель-Авів) і цього разу три сезони захищав кольори команди, вигравши в останньому з них (2014/15) золотий дубль.
2015 року приєднався до складу «Маккабі» (Тель-Авів), за який протягом сезону взяв участь у 19 матчах.
Згодом протягом 2016–2018 років грав за «Маккабі» (Хайфа), після чого перейшов до рідного місцевого «Хапоеля».

## Виступи за збірні
2001 року дебютував у складі юнацької збірної Ізраїлю, взяв участь у 24 іграх на юнацькому рівні, відзначившись 10 забитими голами.
Протягом 2003—2007 років залучався до складу молодіжної збірної Ізраїлю. На молодіжному рівні зіграв у 12 офіційних матчах, забив 9 голів.
28 березня 2009 року дебютував в офіційних матчах у складі національної збірної Ізраїлю у кваліфікації до Чемпіонату світу з футболу 2010 у Південній Африці проти збірної Греції. Вермут вийшов на 85-й хвилині на заміну Таміру Коену. Наразі провів у формі головної команди країни 26 матчів, забивши 2 голи.

## Досягнення
- Чемпіон Ізраїлю (2): 2009/10, 2014/15
- Володар Кубка Ізраїлю (7): 2005/06, 2006/07, 2009/10, 2010/11, 2014/15, 2015/16, 2017/18
- Футболіст року в Ізраїлі: 2010